# NGC 5783
NGC 5783 este o galaxie spirală situată în constelația Boarul. A fost descoperită în 1887 de către Lewis A. Swift. Se află la o distanță de 38,55 de megaparseci de Pământ.